# Esperienze Letterarie
Esperienze Letterarie è un periodico trimestrale italiano, pubblicato dalla Fabrizio Serra editore, redatto nell'Università di Roma “la Sapienza”, e interessato specificamente di critica e di cultura.
La rivista è nata nel 1976, fondata a Napoli (ed. Federico & Ardia) dal professor Mario Santoro (Napoli, 1913 – ivi, 1989),  che la diresse fino alla sua scomparsa.
È diretta dal 1990 da Marco Santoro (Napoli, 1949) docente di Bibliografia all'Università di Roma “La Sapienza”, e del Consiglio direttivo fanno parte studiosi quali Giorgio Baroni, Andrea Battistini, Michele Cataudella, Remo Ceserani, Paolo Cherchi, Carmine Di Biase, Andrea Gareffi, Pietro Gibellini, Nicola Merola, Matteo Palumbo, Carmela Reale, Marco Santagata, Giovanni Saverio Santangelo, Cesare Segre.
Nel novembre del 2000 la rivista ha promosso un convegno internazionale a Napoli, dal titolo “Le riviste di italianistica nel mondo”. In quell'occasione è nato il progetto “Italinemo”, relativo alla creazione di una banca dati bibliografica costantemente aggiornata relativa alla civiltà letteraria italiana.
La rivista è suddivisa in varie rubriche: “Articoli”, “Contributi”, “Note”, “Recensioni”, “Schede bibliografiche”, “Spoglio delle riviste”.